# Lepidocolaptes fatimalimae
Lepidocolaptes fatimalimae  (лат.) — вид птиц из семейства древолазовых. Описан в 2013 году. От других видов рода отличаются своей песней.

## Распространение
Обитают в западной части Амазонии, на территории Бразилии, Боливии и Перу. Ареал ограничен Андами. Эти птицы живут в так называемом Hafferian refugium. Естественной средой обитания являются субтропические или тропические влажные равнинные леса. Эти птицы не совершают миграций.

## Описание
Относительно небольшие, стройные птицы. Длина 17—19 см, вес 31—35 г.
МСОП присвоил виду охранный статус LC.